# اژدر (فیلم)
اژدر فیلمی به کارگردانی و تهیه‌کنندگی رضا سبحانی، نویسندگی جاوید سبحانی محصول سال ۱۳۹۷ است.
این فیلم از تاریخ بهار ۱۳۹۸ در سینماهای ایران اکران شده است.

## بازیگران
| بازیگر         | نقش             |
| -------------- | --------------- |
| لوون هفتوان    | رئیس اژدر و ابی |
| بهاره رهنما    | خاتون           |
| نعیمه نظام‌دوست | بانو            |
| میرطاهر مظلومی | اژدر            |
| علی انصاریان   | ابی             |
| شهره لرستانی   |                 |
| نادر سلیمانی   | مرتضی           |
| نصرالله رادش   | رئیس داعش       |
| محمد شیری      | دکتر روان‌شناس   |
| آرش نوذری      | نوحه خوان       |